# Tullgrenella legalissima
Espèce
Tullgrenella legalissima est une espèce d'araignées aranéomorphes de la famille des Salticidae.

## Distribution
Cette espèce se rencontre au Brésil au Santa Catarina et au Rio Grande do Sul et en Uruguay,.

## Description
La femelle holotype mesure 6,10 mm.

## Systématique et taxinomie
Cette espèce a été décrite par Marta et Hagopián en 2024.

## Publication originale
- Marta, Bustamante, Hagopián, Teixeira, Brescovit, Valiati & Rodrigues, 2024 : « Taxonomic revision of the jumping spider genus Tullgrenella Mello-Leitão, 1941 (Araneae: Salticidae: Freyina). » Zootaxa, no 5411(1), p. 1-71.